# Xã Faithorn, Michigan
Xã Faithorn (tiếng Anh: Faithorn Township) là một xã thuộc quận Menominee, tiểu bang Michigan, Hoa Kỳ. Năm 2010, dân số của xã này là 243 người.